# Ahmet Ali Çelikten
 Ahmet Ali Çelikten (İzmir, 1883 - 1969) was een Turkse vliegenier van Afro-Turkse afkomst. Hij wordt beschouwd als de eerste zwarte piloot in de geschiedenis.

## Levensloop

### Jeugd
Çelikten werd in 1883 geboren in İzmir, dat toen in het Ottomaanse rijk lag. Zijn voorouders waren afkomstig uit Afrika ten zuiden van de Sahara. Volgens sommige bronnen was zijn moeder, Emine Hanım, van Nigeriaanse afkomst. Emine Hanım werd in de jaren zestig van de negentiende eeuw als vrije vrouw in Istanboel geboren. Çeliktens vader, Ali Efendi, was waarschijnlijk postbeambte in Istanboel.
Çelikten was de oudste van drie kinderen, en zijn vader stierf toen hij nog kind was. Hij bezocht de lagere school in İzmir. Tijdens zijn jeugd bracht hij veel tijd door in de zee.

### Marine
In 1904 werd Çelikten toegelaten tot de Haddehane School, waar de Ottomaanse marine haar nieuwe rekruten opleidde. Vier jaar later, in 1908, studeerde hij af en kwam als eerste luitenant in dienst van de Ottomaanse strijdkrachten.

### Opleiding tot vliegenier
Çeliktens opleiding tot vliegenier begon in 1914. Çelikten ontving zijn brevet van de Bristol Flying School in 1915, enkele maanden voordat Pierre Rejon en Eugene J. Bullard, zwarte piloten uit respectievelijk Frankrijk en de Verenigde Staten hun brevet ontvingen. Çelikten studeerde op 11 november 1916 af aan de Deniz Tayyare Mektebi (Marineluchtvaartschool) en trad in dienst van de Ottomaanse luchtmacht.
In 1917 vertrok Çelikten, inmiddels met de rang van kapitein, voor een stage naar Berlijn. Hij keerde in 1918 terug naar Turkije. Rond dezelfde tijd trok het Ottomaanse Rijk zich terug uit de Eerste Wereldoorlog en begonnen de geallieerden met de inbeslagname van de Ottomaanse vliegtuigen.

### Onafhankelijkheidsoorlog
Toen de Turkse Onafhankelijkheidsoorlog begon, sloot Çelikten zich aan bij de Turkse opstandelingen.
Hij werd al snel de commandant, eerst in de provincie Eskisehir en later in Polatlı. Hij smokkelde drie vliegtuigen van Istanboel naar Amasra.
In 1924 richtte Turkije een luchtvaartschool op in İzmir. Çelikten kreeg daar een functie als commandant en leraar. Later werd hij aangesteld als adviseur bij de Turkse luchtmacht. Hij ontving een medaille voor zijn verdiensten als piloot. Hij bleef in dienst tot 1949 en overleed in 1969.